# 近鉄10400系電車
近鉄10400系電車（きんてつ10400けいでんしゃ）とは、1961年9月に登場した、近畿日本鉄道（近鉄）が保有した特急形電車である。
エースカーと呼ばれるグループとして、1960年代から1990年代にかけて近鉄特急で運用された系列である。
解説の便宜上、本項では大阪難波寄り先頭車の車両番号+F（Formation=編成の略）を編成名として記述する（例：ク10501以下4両編成=10501F）

## 概要
近鉄では、1959年に画期的な新技術・新設計を導入したビスタカーII世こと10100系が登場し、上本町 - 近鉄名古屋間の名阪ノンストップ特急（甲特急）などで運用していた。しかし、主要駅停車の特急（乙特急）には冷房装置搭載などのサービス向上策も実施されていたものの、吊り掛け駆動かつ金属ばね台車装着で旧弊な設計の2250系をはじめとする在来車が引き続き用いられており、車両設備面での格差が感じられるようになっていた。そこで2階建車両を連結しない汎用の特急車として開発されたのが、このエースカーと呼ばれるグループである。10400系は旧エースカー、改良増備型の11400系は新エースカーと呼ばれた。エースカーのエースとはトランプのエースを意味し、自在に編成を組み替えることができることから名づけられたものである。
乙特急用として設計されたが、新製直後の1964年に東海道新幹線が開業し、名阪ノンストップ特急の利用客が激減したことから、編成長の調整がしやすいエースカーも甲特急運用に充当されるようになった。ビスタカーは1編成のみとし、付属編成としてエースカー2両を連結した編成が通例となり、「Vista」と「Ace」の組み合わせであることから「VA編成」と呼ばれた。
電動車であるモ10400形と制御車であるク10500形の2形式で構成されていた。10100系に続く系列ということで10100系のモ10300形の後に続く車両番号が与えられた。
1961年に4両編成2本が近畿車輛で製造され、大阪線と名古屋線に1本ずつ配置されたが、その後の増備は11400系に引き継がれた。

### 車体
普通床構造の20m級2軸ボギー車である。ただしその基本構造やエクステリアデザインの大部分は10000系や10100系のそれを取捨選択する形で継承しており、集中式冷房装置から深い屋根に設けられた風洞を介して冷風を送る空調システムや、裾絞りのある大型車体断面、複層式固定窓、2枚折戸などが継承されている。
側面の窓及び配置は各車とも10000系モ10001・モ10007のレイアウトを踏襲し、側扉を4枚折戸ではなく2枚折戸としたdD8D1（d：乗務員扉、D：客用扉）となっている。
客席は扉間の8枚の広窓部分に割り当てられており、連結面寄りの狭窓1枚分にはトイレ・洗面所や車内販売基地を設置している。
前面形状は10100系の貫通型と同一設計で、前面窓は運転席側が高く、貫通扉と車掌台側が低く大きな窓となっている。特急標識は貫通扉部分に大型のものを装備する点でも10100系と共通仕様である。車体側面の裾部も窓下で平面折れによって絞られている。
車内設備は、座席に回転クロスシートを採用した。各席にはシートラジオが装備されていた（のち撤去）。シートピッチは920mmである。車内の色彩は2種類あり、緑の座席モケットに茶色系統の市松模様による床、または赤の座席モケットに青系統の市松模様の床とした。車端部は、モ10400形奇数車が車内販売の基地、その他3両はトイレ（和式）・洗面所が設置された。
冷房装置は10000系のシステムを踏襲した川崎製の集中式で、床下にコンプレッサーを、屋根上にエバポレーターを装備するセパレート方式である。モ10400形（奇）についてはパンタグラフや制御装置などが搭載されており、冷房装置を装備できないため、2250系や10000系などと同様、モ10400形（偶）に冷房機を2基集約搭載して、貫通路上にたわみ風道（冷房用の幌）を付けて1基分の冷風を奇数車側に送る方式を採用した。これに対し、ク10500形については需要に応じ1両単位での増解結を行う必要性から、奇数車も偶数車もともに、各車に1基ずつ冷房装置を搭載していた。

### 主要機器
駆動システムに10000・10100系で実績のあるWNドライブ方式が採用され、主電動機も10100系と同じ三菱電機製MB-3020D（端子電圧675V時一時間定格出力125kW）直巻整流子電動機を装備する。
制御装置も同じ三菱電機製電動カム軸式抵抗制御器（1C8M制御）であるABFM-178-15DHで、これをモ10400形（奇）に搭載した。
台車は近畿車輛製KD-41B・Cで、10100系初期グループが装着するKD-41・41Aを基本とするシュリーレン式空気ばね台車である。
パンタグラフは東洋電機製造PT-42Qで、モ10400形（奇）の屋根上前後両端に1基ずつ合計2基搭載する。
ブレーキ（制動）方式はHSC-D（発電制動・抑速制動付き電磁直通ブレーキ）である。MT比2M1T時の起動加速度は2.0km/h/s、平坦線均衡速度は144km/hであった。

### 編成

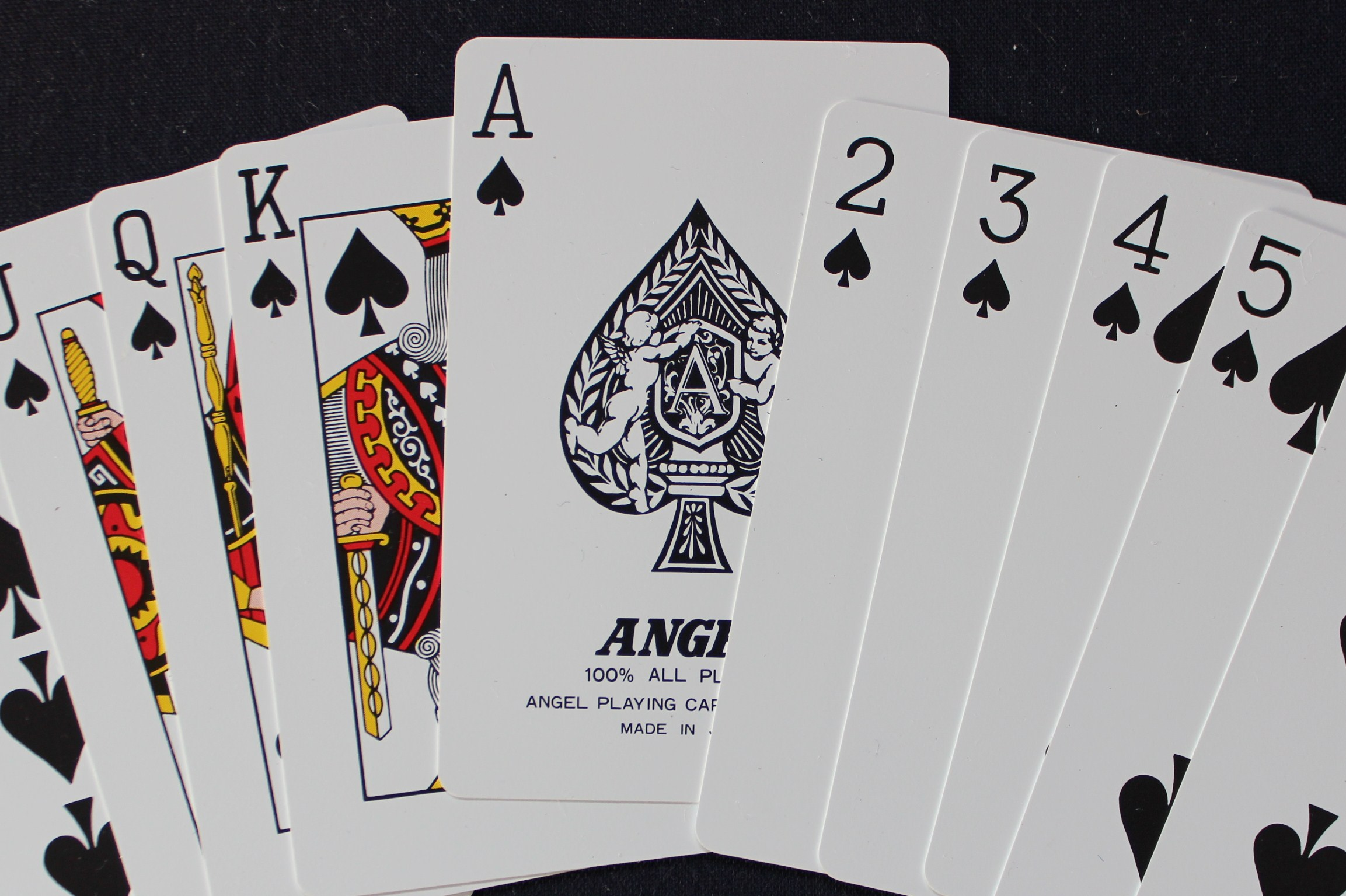
エースカーの名称の由来
（写真はイメージ）

編成はク10500形（奇数車） - ク10500形（偶数車） - モ10400形（奇） - モ10400形（偶）の4両編成を基本とするが、ク10500形は需要に応じて連結・解放が可能となっており、本系列のみあるいは11400系との併結時では2 - 4両編成あるいはそれ以上での、10100系との併結時には1 - 4両の本系列と10100系1編成を組み合わせた4 - 7両編成での運行が可能である。この自由度の高い運用特性を、トランプのエースがポーカーでKと2のどちらとつないでもストレートおよびストレート・フラッシュを構成できることに見立てて、「エースカー」の愛称が与えられた。なお、切り離されたク10500形は単独で10100系に連結することも可能であったが、この場合は編成の走行性能が低下した。
| 大阪・京都発着編成 名古屋発着編成 | ← 上本町賢島・鳥羽・近鉄名古屋 → ← 上本町・賢島・鳥羽近鉄名古屋 → | ← 上本町賢島・鳥羽・近鉄名古屋 → ← 上本町・賢島・鳥羽近鉄名古屋 → | ← 上本町賢島・鳥羽・近鉄名古屋 → ← 上本町・賢島・鳥羽近鉄名古屋 → | ← 上本町賢島・鳥羽・近鉄名古屋 → ← 上本町・賢島・鳥羽近鉄名古屋 → | ← 上本町賢島・鳥羽・近鉄名古屋 → ← 上本町・賢島・鳥羽近鉄名古屋 → | ← 上本町賢島・鳥羽・近鉄名古屋 → ← 上本町・賢島・鳥羽近鉄名古屋 → | ← 上本町賢島・鳥羽・近鉄名古屋 → ← 上本町・賢島・鳥羽近鉄名古屋 → | ← 上本町賢島・鳥羽・近鉄名古屋 → ← 上本町・賢島・鳥羽近鉄名古屋 → |
| 形式 運転台方向（← →）            | ク10500形 (Tc) ←更新後末尾奇数                                    | ク10500形 (Tc) ←更新後末尾偶数                                    | モ10400形 (Mc) ←末尾奇数                                          | モ10400形 (Mc) 末尾偶数→                                          |                                                                   |                                                                   |                                                                   |                                                                   |
| 搭載機器                          | MG, CP                                                            | MG, CP                                                            | ◇,CON,◇                                                           | MG,CP                                                             |                                                                   |                                                                   |                                                                   |                                                                   |
| 自重                              | 35.5t                                                             | 35.5t                                                             | 42.5t                                                             | 42.0t                                                             |                                                                   |                                                                   |                                                                   |                                                                   |
| 定員                              | 64                                                                | 64                                                                | 64                                                                | 64                                                                |                                                                   |                                                                   |                                                                   |                                                                   |
| 車内設備                          | 洗面室・トイレ                                                    | 洗面室・トイレ                                                    | 車内販売準備室                                                    | 洗面室・トイレ                                                    |                                                                   |                                                                   |                                                                   |                                                                   |

- 形式欄のMはMotorの略でモーター搭載車（電動車）、TはTrailerの略でモーターを搭載しない車（付随車）、Mc、Tcのcはcontrollerの略で運転台装備車（制御車）。
- 搭載機器欄のCONは制御装置、MGは補助電源装置、CPは電動空気圧縮機、◇はパンタグラフ。
- 編成定員は256名。

### 改造・廃車
大阪線で運用する場合は、本系列のみでの4両編成を組む際に無理が生じることもあったため、1967年に主電動機を11400系と同じ145kWの三菱電機MB-3064ACに換装し、性能を向上させた。これに伴い電動機の支持架の構造が異なることから電動台車もKD-41Bから新製のKD-41Hへ交換され、不要となった主電動機と台車（ただし枕ばねは金属ばね化された）は2470系に流用された。
1974年には車体更新工事を行い、4両固定編成化された。両端の車両は、11400系と同じようにすべての前面窓が運転席側にあわせて高い位置に変更された。
また、特急標識は大型のものを廃して、18200系と同じX字型のシルバーエンブレムを貫通扉に取り付け、両側に電照式の特急表示と方向板を装備する形となった。前面の塗り分けも12000系に合わせたものとなった。ただし、側面の方向幕は設けられなかった。中間に挟まる2両については営業運転では先頭に立つ機会がないため前面は改造されず、運転台は車庫内での入れ替え用として残された。性能不足から夏場に苦情の多かった冷房装置も集中式をやめ、奈良線用通勤車である8000系などと共通の三菱電機CU-19（冷凍能力10,500kcal/h）集約分散式ユニットクーラー3基と熱交換型換気装置（ロスナイ：三菱電機製）1基のセットに換装された（但し冷風ダクトは集中式時代のものをそのまま使用）。その後、1977年には両端の2両に前面排障器が取り付けられた。
また、4両編成中2両が電動車であるが、145kW級モーターをもってしても、MT比1:1では後に登場した180kW級モーター搭載の特急車各系列に比べ性能面（青山越えなど、特に勾配区間での高速性能面）で劣るため、改造後は高安検車区所属編成は富吉検車区に転出し、名古屋 - 鳥羽間名伊乙特急での限定運用となり、大阪線と京都・橿原・奈良線（京都・橿原・奈良線は1973年から1年間のみ運用）に入線することはなくなった。また特急車では唯一、五位堂検修車庫完成後も塩浜検修車庫で全般検査を受けていた。
後継となる22000系の登場に伴い、1992年までに全車廃車となった。